# Dombeya anakaensis
Dombeya anakaensis är en malvaväxtart som beskrevs av Arenes. Dombeya anakaensis ingår i släktet Dombeya och familjen malvaväxter. Inga underarter finns listade i Catalogue of Life.